# دیوید دلینگر
دیوید تی. دلینگر (انگلیسی: David T. Dellinger؛ ۲۲ اوت ۱۹۱۵–۲۵ مه ۲۰۰۴) یک صلح طلب رادیکال آمریکایی و کنشگر برای تغییرات اجتماعی بدون خشونت بود. او به عنوان یکی از اعضای شیکاگو هفت، که در سال ۱۹۶۸ مورد محاکمه قرار گرفتند، به اوج توجه رسید.

## اوایل زندگی و تحصیل
دلینگر در یک خانواده ثروتمند در ویکفیلد، ماساچوست متولد شد. وی فرزند ماریا فیسکه و ریموند پنینگتون دلینگر بود که فارغ‌التحصیل دانشگاه ییل، وکیل دادگستری و جمهوری‌خواه برجسته و دوست کالوین کولیج بود. مادربزرگ مادری او، آلیس برد فیسکه، در دختران انقلاب آمریکا فعالیت داشت.